# 人形芸人 ドント&ノット
人形芸人 ドント&ノット（にんぎょうげいにん どんとあんどのっと）は、フナビキアキ監督が作ったクレイアニメーション。TV東京系列で放送されていた番組『バミリオン・プレジャー・ナイト』のコーナーで放送後、独立番組としても放送されていた。2009年7月25日、TV未公開映像なども含めて劇場版「人形芸人ドント＆ノット ザ☆ムービー」が公開された。配給はエス・エス・エム。

## 声の出演
- ドント・海原やすよ
- ノット・海原ともこ

## ミニ番組
- テレビ東京（「人形芸人 ドント&ノット」） 2008年11月9日から2010年3月28日毎週日曜22:48 - 22:54
- BSジャパン 毎週木曜21:54 - 22:00
- テレビ大阪 2009年2月1日から毎週日曜25:25 - 25:30

| テレビ東京 日曜日 22:48 - 22:54枠                     | テレビ東京 日曜日 22:48 - 22:54枠                                 | テレビ東京 日曜日 22:48 - 22:54枠                                             |
| 前番組                                                | 番組名                                                            | 次番組                                                                        |
| ----------------------------------------------------- | ----------------------------------------------------------------- | ----------------------------------------------------------------------------- |
| 韓国マッコリ紀行 （2008年10月5日 - 2008年10月26日）   | 人形芸人 ドント&ノット （2008年11月9日 - 2010年3月28日）          | 道草〜クルマで気ままに （2009年4月5日 - 2010年3月28日）                       |
| テレビ東京 木曜日 27:00 - 27:05枠                     |                                                                   |                                                                               |
| ミュージックブレイク （2010年1月7日 - 2010年3月25日） | 人形芸人 ドント&ノットリターンズ （2010年4月1日 - 2010年9月23日） | オー!マイキー10th Anniversary （2010年10月7日 - 2011年3月31日） ※放送時間変更 |

| スタブアイコン | サブスタブ | この項目は、まだ閲覧者の調べものの参照としては役立たない、テレビ番組に関連した書きかけの項目です。この項目を加筆・訂正などしてくださる協力者を求めています（P:テレビ/PJ:放送または配信の番組）。 |